# Gilda Mignonette
Gilda Mignonette   (Nàpols, 28 d'octubre de 1886 - mar Mediterrània, 8 de juny de 1953) nom artístic de Griselda (o Giselda) Andreatini, va ser una cantant i chanteuse del teatre de varietats italià.

## Biografia
Anomenada "la reina dels emigrants" per les colònies italo-americanes, Gilda Mignonette (nascuda al barri de la Duchesca l'any 1886) va debutar de ben jove als teatres de varietats i cafè-chantants de la capital napolitana, aconseguint un èxit moderat. Després va passar al cant, on es va distingir en un repertori de cançons napolitanes dramàtiques i punyents.
L'any 1910 va realitzar les seves primeres gires a l'estranger, especialment a Espanya, Hongria i Rússia. El 1911 va fer el seu primer viatge a l'estranger a l'Argentina, on va aconseguir els seus primers èxits al Casino Moulin Rouge de San Paulo. El mateix any, la gira es va traslladar a Rússia, on va rebre molts èxits als teatres Aleksander Park i Grand Hotel d'Odessa i al Theatre des Bouffes de Moscou.
El 1915 va tornar a Llatinoamèrica per segona vegada, gaudint d'un gran èxit al Teatre Casino de Buenos Aires i al Teatre Star de Cuba. El 1919 va debutar en prosa, incorporant-se a la companyia de Raffaele Viviani. Va aparèixer a l'escenari com Carmilina a stiratrice a la comèdia de Viviani Lo sposalizio. Dos anys més tard també va debutar a la revista, incorporant-se a la companyia R.o.s.e.a. (Revistes, Operetes, Sketches, Excentricitats, Actualitat) dirigida per Gigi Pisano i Cesare Faras.
El seu trasllat a Nova York el 1924, on va continuar la seva carrera com a cantant, li va portar un èxit internacional: Mignonette es va convertir en una de les cantants napolitanes més famoses dels Estats Units d'Amèrica. Sovint tornava a la seva terra natal per actuar, fent-se molt popular en el seu gènere també a Itàlia.
L'any 1925, a la vigília dels seus triomfs a Nova York, va signar el seu primer contracte discogràfic amb l'històric segell Phonotype, començant la seva llarga discografia que va acabar només el 1951, un any i mig abans de la seva mort, amb el seu darrer enregistrament, Malafemmena de Totò.
Entre els concerts més importants de Nova York, els memorables al Guild Lyric Theatre, l'únic artista estranger al temple de la música americana. El seu repertori estava format principalment per cançons d'emigrants, com ara A meglia voce, E l'emigrante chiagne, 'A cartulina 'e Napule, 'O paese d' 'o sole, Mandulinata e l'emigrante, Connola senza mamma, 'In la meva veu, llunyana Santa Llúcia. El seu darrer enregistrament va ser Malafemmena, un disc que ara és molt sol·licitat pels col·leccionistes.
A Nova York va formar la seva pròpia companyia de varietats, "Compagnia di sceneggiata Mignonette", que també incloïa Farfariello, Vittorio Parisi, Laura i Alberto Colombo i altres. Va donar a conèixer la sceneggiata napolitana arreu del món i el major èxit va ser "Anema ardente" signat per Pasquale Febbrajo. Va tenir el seu punt àlgid d'èxit als Estats Units amb la cançó A cartulina 'e Napule i amb la revista "Faccetta nera".
Va ser precisament per aquesta darrera revista, que celebrava l'empresa imperialista italiana a Etiòpia, que l'any 1941 l'FBI va irrompre al Majestic Theatre, a pocs passos de Times Square, ordenant al cantant que deixés d'actuar. Mussolini acabava de declarar la guerra als Estats Units i per això, des del 1941 fins al 1948, l'FBI va declarar els seus registres subversius, impedint-li registrar 78 amb qualsevol segell discogràfic.
L'any 1949 Gilda Mignonette va ser nomenada Dame Comandant pel president de l'Argentina Juan Domingo Perón amb tots els honors i privilegis inherents al rang assolit.
Després d'haver caigut malalta de cirrosi hepàtica, va expressar el desig de morir a la seva ciutat natal però no va poder arribar-hi. Durant la travessia des de Nova York amb el vaixell transoceànic "Patria", va morir vint-i-quatre hores abans de l'arribada prevista a Nàpols. El certificat de defunció indicava les coordenades del lloc on va morir, latitud 37º 21' nord i longitud 4º 30' est. Després de la seva mort, el seu marit Frank Acierno va tornar a Nova York i es va tornar a casar amb Anna Maria Moroni. El seu record encara és ben viu a Amèrica: es creen programes i programes de ràdio en el seu honor i un conegut restaurant de Little Italy ha inclòs a la seva carta el "filet à la Gilda Mignonette".
Gilda Mignonette està enterrada al cementiri de Poggioreale. A la làpida on descansa, prop de l'entrada principal de l'esquerra, està marcada amb el nom de Giselda en comptes de Griselda[1].
En memòria d'aquesta artista, Phonotype Records ha publicat quatre CD amb el millor del que va gravar a la sala Mezzocannone de Nàpols els anys 1933 i 1937.
L'any 2008, l'editorial Magmata va publicar la seva biografia d'Antonio Sciotti titulada Gilda Mignonette Napoli-New York solo andata, que destaca la seva escalada per conquerir Nova York. La biografia es completa amb una rica i exhaustiva discografia, italiana i americana. Aquesta obra es basa exclusivament en documents de primera mà i aclareix moltes llegendes inventades al voltant del personatge.

## Discografia
Per conèixer la seva immensa discografia i enregistraments, aneu al seu arxiu de la Viquipèdia italiana.